# كييل هانسون
كييل هانسون (بالسويدية: Kjell Hansson)‏ هو مجدف سويدي، ولد في 16 يوليو 1931 في هالدن في النرويج.

## وصلات خارجية
- كييل هانسون على موقع الاتحاد الدولي للتجديف (الإنجليزية)
- كييل هانسون على موقع اللجنة الأولمبية الدولية (الإنجليزية)
- كييل هانسون على موقع أوليمبيديا (الإنجليزية)
- كييل هانسون على موقع اللجنة الأولمبية السويدية (السويدية)